# 森寿五郎
森 寿五郎（もり ひさごろう、1891年（明治24年）3月20日 - 1983年（昭和58年）1月8日）は、日本の経営者。工学博士。岡山県高梁市出身。

## 経歴

### 生い立ち
1891年（明治24年）岡山県川上郡落合村福地（現：高梁市落合町）に信原忠吉の四男として生まれる。この後、川上郡成羽町中村にある森家の養子となる。地元の旧制高梁中学（現：岡山県立高梁高等学校）を経て、第三高等学校を1914年（大正3年）に卒業し、1919年（大正8年）に東京帝国大学工学部電気工学科を卒業した。

### 電力会社へ入社
卒業と同時に、宇治川電気へ入社。翌年、日本電力に移り、試験係長、大阪変電所長、発電・送電各課長、送電総務理事などを歴任し順調に出世した。1950年（昭和25年）10月、59歳で日本発送電副総裁に就任し、翌年、1951年（昭和26年）5月に関西電力が発足すると同時に、関西電力副社長に就任した。関西電力では、黒四ダム（黒部第四ダム）建設など大事業の技術陣の総指揮を執った。1962年（昭和37年）同社相談役に退く。
電力会社での活躍が認められ、1963年、72歳の時に丸善石油社長に就任し、1964年には会長に就任した。また、その後1967年から1971年までに阪神高速道路公団理事長を務め、関西経済連合会常任理事、経済団体連合会理事も務めた。この間、大阪国際サイエンスクラブ理事長・大阪科学技術センター副会長・関西電気協会会長などに就任、1964年（昭和39年）から亡くなる1983年（昭和58年）まで関西在住の岡山県人会「近畿おかやま会」会長を務めた。
1955年に藍綬褒章を受章し、1972年11月に勲二等瑞宝章を受章した。
1983年1月8日老衰のために大阪市の関西電力病院で死去。91歳没。